# Букари, Разак
Абдул-Разак Букари (фр. Abdoul-Razak Boukari ; 25 апреля 1987, Ломе, Того) — тоголезский футболист, атакующий полузащитник клуба «Шатору» и сборной Того.

## Карьера
Профессиональную карьеру начал в «Шатору», за который выступал его отец. В дебютном сезоне 2004/05 провёл 14 матчей в Лиге 2, забив два мяча. В следующем сезоне стал основным игроком команды, привлёк внимание скаутов «Нанта», «Лилля» и «Монако».
В июне 2006 года подписал контракт с «Лансом». В первом сезоне за новый клуб провёл 29 матчей, во втором — 19. По итогам сезона 2007/08 «Ланс» вылетел в Лигу 2. Букари не покинул команду и уже через сезон «Ланс» вернулся в элитный дивизион французского футбола.
В январе 2011 года перешёл в Ренн, подписав контракт на четыре с половиной года. С ходу закрепился в основе, забив четыре мяча в 18 матчах, но затем получил травму и пропустил остаток сезона.
В январе 2012 года получил ещё одну травму, после которой уступил место в составе Жонатану Питруапа. Во втором сезоне за «Ренн» сыграл в 20 матчах, в 13 из которых выходил на замену.
27 августа 2012 года перешёл в «Вулверхэмптон Уондерерс», заключив контракт на четыре года. За неделю до этого Букари находился на просмотре в «Вест Хэм Юнайтед», но лондонцы предпочли ему Мэтта Джарвиса.
29 сентября 2012 года в матче против «Шеффилд Уэнсдей» получил травму, выбыв из строя почти на год.
В августе 2013 года, восстановившись после травмы, на правах аренды перешёл в «Сошо». За «Сошо» провёл всего десять матчей (во всех выйдя на замену), по-прежнему много пропуская из-за травм.
В 2016 году покинул «Вулверхэмптон», подписав контракт с «Шатору».

## Сборная
Имея двойное гражданство, 14 ноября 2006 года сыграл за молодёжную сборную Франции против Швеции. В июле 2010 года впервые был вызван в сборную Того.
Вошёл в состав сборной на Кубок африканских наций 2017.